# Джяковицкий округ
Джяковицкий округ (алб. Rajoni i Gjakovës; серб. Ђаковички округ/Đakovički okrug) — один из семи округов частично признанной Республики Косово с центром в городе Джяковица.
Этот округ включает три общины, которые по административному делению Сербии находятся в других округах — общины Джяковица и Дечани входят в Печский округ, а община Ораховац входит в Призренский округ.
Основным населением округа являются албанцы (геги), проживают также цыгане и сербы, во время войны значительное количество сербов покинули Косово.

## Общины
- Джяковица
- Дечани
- Юник — новая община, выделенная из Дечани
- Ораховац

## Города
- Джяковица
- Дечани
- Ораховац
- Юник